# Saint-Aubin-sur-Quillebeuf
Saint-Aubin-sur-Quillebeuf és un municipi francès situat al departament de l'Eure i a la regió de Normandia. L'any 2007 tenia 571 habitants.

## Demografia

### Població
El 2007 la població de fet de Saint-Aubin-sur-Quillebeuf era de 571 persones. Hi havia 213 famílies de les quals 42 eren unipersonals (23 homes vivint sols i 19 dones vivint soles), 70 parelles sense fills, 89 parelles amb fills i 12 famílies monoparentals amb fills.
La població ha evolucionat segons el següent gràfic:
Habitants censats

### Habitatges
El 2007 hi havia 230 habitatges, 217 eren l'habitatge principal de la família i 13 eren segones residències. 226 eren cases i 2 eren apartaments. Dels 217 habitatges principals, 187 estaven ocupats pels seus propietaris, 27 estaven llogats i ocupats pels llogaters i 3 estaven cedits a títol gratuït; 7 tenien dues cambres, 39 en tenien tres, 59 en tenien quatre i 113 en tenien cinc o més. 154 habitatges disposaven pel capbaix d'una plaça de pàrquing. A 90 habitatges hi havia un automòbil i a 106 n'hi havia dos o més.

### Piràmide de població
La piràmide de població per edats i sexe el 2009 era:
| Homes | Edats   | Dones |
| ----- | ------- | ----- |
| 0     | 95 o +  | 0     |
| 0     | 90 a 94 | 8     |
| 0     | 85 a 89 | 4     |
| 0     | 80 a 84 | 0     |
| 0     | 75 a 79 | 8     |
| 16    | 70 a 74 | 4     |
| 12    | 65 a 69 | 16    |
| 8     | 60 a 64 | 16    |
| 12    | 55 a 59 | 8     |
| 24    | 50 a 54 | 24    |
| 24    | 45 a 49 | 16    |
| 20    | 40 a 44 | 12    |
| 24    | 35 a 39 | 20    |
| 4     | 30 a 34 | 8     |
| 0     | 25 a 29 | 12    |
| 12    | 20 a 24 | 16    |
| 20    | 15 a 19 | 0     |
| 16    | 10 a 14 | 8     |
| 0     | 5 a 9   | 28    |
| 12    | 0 a 4   | 8     |

## Economia
El 2007 la població en edat de treballar era de 368 persones, 261 eren actives i 107 eren inactives. De les 261 persones actives 243 estaven ocupades (140 homes i 103 dones) i 20 estaven aturades (8 homes i 12 dones). De les 107 persones inactives 45 estaven jubilades, 26 estaven estudiant i 36 estaven classificades com a «altres inactius».

### Ingressos
El 2009 a Saint-Aubin-sur-Quillebeuf hi havia 227 unitats fiscals que integraven 619,5 persones, la mediana anual d'ingressos fiscals per persona era de 16.804 €.

### Activitats econòmiques
Dels 5 establiments que hi havia el 2007, 1 era d'una empresa de fabricació d'elements pel transport, 2 d'empreses de construcció, 1 d'una empresa d'informació i comunicació i 1 d'una empresa immobiliària.
Dels 2 establiments de servei als particulars que hi havia el 2009, 1 era un paleta i 1 lampisteria.
L'any 2000 a Saint-Aubin-sur-Quillebeuf hi havia 46 explotacions agrícoles que ocupaven un total de 1.240 hectàrees.

## Equipaments sanitaris i escolars
El 2009 hi havia una escola elemental.

## Poblacions més properes
El següent diagrama mostra les poblacions més properes.